# Карим, Шерко
Шерко Карим Латиф Губари (англ. Sherko Karim Lateef Gubari; 25 мая 1996, Киркук) — иракский футболист, нападающий и крайний полузащитник клуба «Грассхоппер».

## Карьера

### Клубная карьера
Воспитанник клуба «Киркук» из своего родного города, по другим сведениям начинал играть в футбол в местной команде «Ат-Тавра».
В декабре 2011 года, в возрасте 15 лет, подписал контракт с багдадским клубом «Аш-Шорта», куда его порекомендовал тренер юношеской сборной Ирака Мувафак Хуссейн. В следующем сезоне форвард дебютировал в составе взрослой команды «Аш-Шурта». 24 июня 2012 года в игре против «Аль-Минаа» забил свой первый гол в чемпионате Ирака. В сезоне 2012/13 стал чемпионом страны и в сезоне 2013/14 стал чемпионом страны снова, также в 2014 году принимал участие в матчах Кубка АФК. В этот период интерес к футболисту проявляли амстердамский «Аякс», махачкалинский «Анжи» и «Монако».
В феврале 2015 года подписал трёхлетний контракт со швейцарским «Грассхоппером». В чемпионате Швейцарии дебютировал 17 июля 2015 года в игре против «Туна», выйдя на замену на 81-й минуте. Всего в своём первом сезоне в Швейцарии принял участие в 11 матчах, в большинстве из которых выходил на замену, голов не забивал.

### Карьера в сборной
Выступал за сборные Ирака младших возрастов. В 2013 году помог своей команде впервые в истории отобраться на чемпионат мира среди 17-летних, проходивший в ОАЭ. В финальной стадии игрок принял участие во всех трёх матчах своей команды и забил гол в ворота мексиканцев, команда Ирака выступила на турнире неудачно, проиграв все три матча. В 2014 году участвовал в чемпионате Азии среди 19-летних, появился на поле только один раз — в игре с Оманом вышел на замену и забил гол, а его команда победила 6:0.

## Достижения
- Чемпион Ирака: 2012/13, 2013/14